# Nocą, kiedy przychodzi diabeł
Nocą, kiedy przychodzi diabeł (niem. Nachts, wenn der Teufel kam, ang. The Devil Came at Night) – niemiecki dramat kryminalny z 1957 roku w reżyserii Roberta Siodmaka.

## Nagrody i nominacje
| Nazwa nagrody | Wygrane            | Nominacje                            |
| Oscar         | 1958 bez rezultatu | 1958 Najlepszy film nieanglojęzyczny |

| Międzynarodowy Festiwal Filmowy w Karlowych Warach | Międzynarodowy Festiwal Filmowy w Karlowych Warach | Międzynarodowy Festiwal Filmowy w Karlowych Warach |
| nazwa nagrody                                      | Wygrane                                            | Nominacje                                          |
| -------------------------------------------------- | -------------------------------------------------- | -------------------------------------------------- |
| Nagroda Indywidualna                               | 1958 Najlepszy reżyser Robert Siodmak              | wygrana                                            |